# Киселевский, Иван Платонович

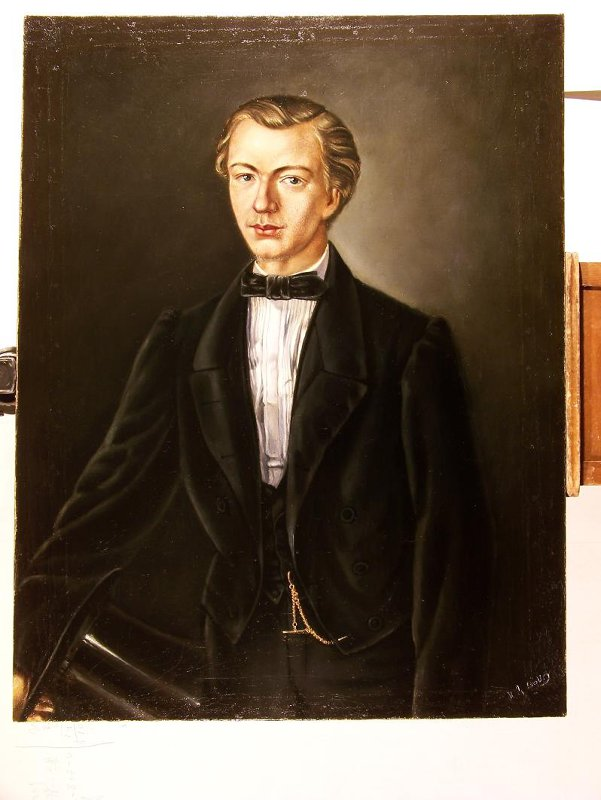
Портрет актёра И. П. Киселевского, ок. 1860 г.

Ива́н Плато́нович Киселе́вский (1839—1898) — русский артист.
Окончил морской кадетский корпус, затем был мировым посредником Петергофского уезда и старшим нотариусом курского окружного суда. В 1873 поступил на сцену, играл в провинции, в 1879—1883 в Санкт-Петербурге, затем в Москве в театре Корша в 1884—1888 и 1890—1893; неоднократно приезжал с частными труппами в Петербург. Киселевский исполнял роли трагиков и драматических резонёров. Лучшими в его репертуаре считаются роли Кречинского и Несчастливцева («Лес» А. Н. Островского).
Похоронен на Митрофаниевском кладбище Санкт-Петербурга, в 1936 году захоронение перенесено в Некрополь мастеров искусств.

## Роли в театре
- 1887 — «Иванов» А. П. Чехова (Театр Корша) — Шабельский
- «Горе от ума» А. С. Грибоедова — Скалозуб
- «Старый барин» А. И. Пальма — Опольев
- «Блуждающие огни» Л. Н. Антропова — Диковской
- «Свадьба Кречинского» А. В. Сухово-Кобылина — Кречинский
- «Бешеные деньги» А. Н. Островского — Телятев
- «Лес» А. Н. Островского — Несчастливцев
- «Доходное место» А. Н. Островского — Вышневский